# Msisima
Msisima ist ein Verwaltungsbezirk (Ward) des Distrikts Namtumbo in der tansanischen Region Ruvuma.

## Geografie
Msisima liegt im Südwesten von Tansania an der Grenze zu Mosambik. Der größte Fluss ist der Rovuma, der die Grenze im Süden bildet. Der Bezirk grenzt im Norden und Osten an Lusewa, im Süden an Mosambik und im Westen an Ndongosi.
Bei der Volkszählung 2022 lebten 7319 Menschen in 1670 Haushalten auf einer Fläche von 1107 Quadratkilometern.

## Gliederung
Der Bezirk besteht aus fünf Gemeinden (Mtaa) mit 24 Orten (Kitongoji):
| Matepwende-Lusewa - Kisanje A - Kisanje B - Tulale - Kilekana - Matepwende - Shuleni - Stambuli | Liwawa - Kibaoni - Nambala - Kigamboni - Misufini | Mlalawima - Bazini - Litono - Tabora | Msisima - Msisima - Iringa - Kilekana - Mchomoro - Kiendea | Mnalawi - Mbulani - Tulale - Mienjele - Msamala - Nnalawina |

## Infrastruktur
- In den Gemeinden Msisima und Matepwende-Lusewa gibt es je eine öffentliche Apotheke.[7][8]